# Lijst van burgemeesters van Praag
De eerste burgemeester van de Tsjechische stad Praag werd gekozen toen koning Jozef II vier bestaande stadjes (Hradčany, Malá Strana, Oude Stad en Nieuwe Stad) samenvoegde tot een nieuwe stad. Dit gebeurde in het jaar 1784, de burgemeester kreeg de titel purkmistr. Dit ambt bleef tot 1882 bestaan, vanaf dat jaar kreeg de burgemeester van Praag de naam starosta. Toen in 1922 een groot aantal gemeenten aan Praag werden toegevoegd ging de burgemeester van Praag primátor (hoofdburgemeester) heten. Elk gemeentelijk district (tegenwoordig 57 in getal) heeft een eigen starosta.

## Lijst vanpurkmistrs

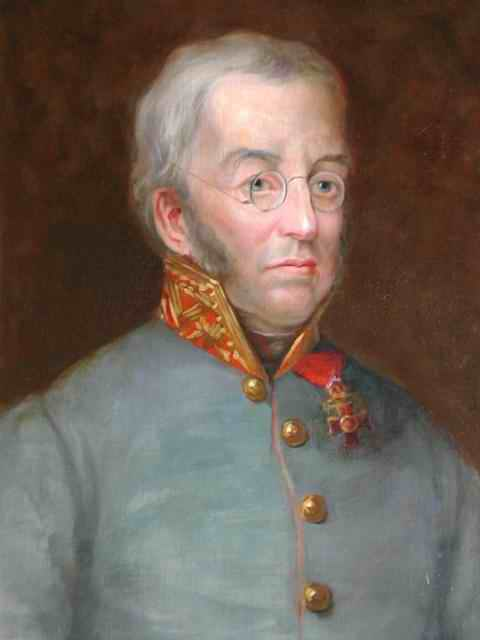
Peter von Sporschill (1826–1838)

| nr. | periode     | naam burgemeester                     | reden van einde     |
| --- | ----------- | ------------------------------------- | ------------------- |
| 1   | 1784 - 1788 | Bernard Augustin Zahořanský z Vorlíka |                     |
| 2   | 1788 - 1799 | Ondřej Steiner ze Steinerů (1e)       | gekozen tot rechter |
| 3   | 1800 - 1804 | Jan Jindřich Neuber                   |                     |
| 4   | 1804 - 1810 | Ondřej Steiner ze Steinerů (2e)       | overleden           |
| 5   | 1811 - 1819 | Jan Jiří Karl                         | overleden           |
| 6   | 1820 - 1823 | Josef Kirpal                          | overleden           |
| 7   | 1825 - 1838 | Petr rytíř ze Sporschilů              | overleden           |
| 8   | 1838 - 1848 | Josef rytíř Müller z Jiřetína         |                     |
| 9   | 1848 - 1848 | Antonín Strobach                      |                     |
| 10  | 1848 - 1848 | Tomáš Pštross                         |                     |
| 11  | 1848 - 1861 | Václav Vaňka šlechtic z Rodlova       | niet herkozen       |
| 12  | 1861 - 1863 | František Václav Pštross              |                     |
| 13  | 1863 - 1867 | Václav rytíř Bělský                   |                     |
| 14  | 1868 - 1869 | Karel Leopold Klaudy                  |                     |
| 15  | 1870 - 1873 | František Dittrich                    |                     |
| 16  | 1873 - 1876 | Josef Huleš                           |                     |
| 17  | 1876 - 1882 | Emilián rytíř Skramlík                |                     |

## Lijst vanstarosta's
| nr. | periode     | naam burgemeester | reden van einde                   |
| --- | ----------- | ----------------- | --------------------------------- |
| 1   | 1882 - 1885 | Tomáš Černý       |                                   |
| 2   | 1885 - 1887 | Ferdinand Vališ   | overleden                         |
| 3   | 1887 - 1893 | Jindřich Šolc     | niet herkiesbaar                  |
| 4   | 1893 - 1896 | Čeněk Gregor      | niet herkiesbaar                  |
| 5   | 1897 - 1900 | Jan Podlipný      | niet herkiesbaar                  |
| 6   | 1900 - 1906 | Vladimír Srb      | niet herkiesbaar                  |
| 7   | 1906 - 1918 | Karel Groš        | niet herkiesbaar                  |
| 8   | 1918 - 1919 | Přemysl Šámal     | werd premier van Tsjechoslowakije |
| 9   | 1919 - 1922 | Karel Baxa        | functie opgeheven                 |

## Lijst vanprimátors

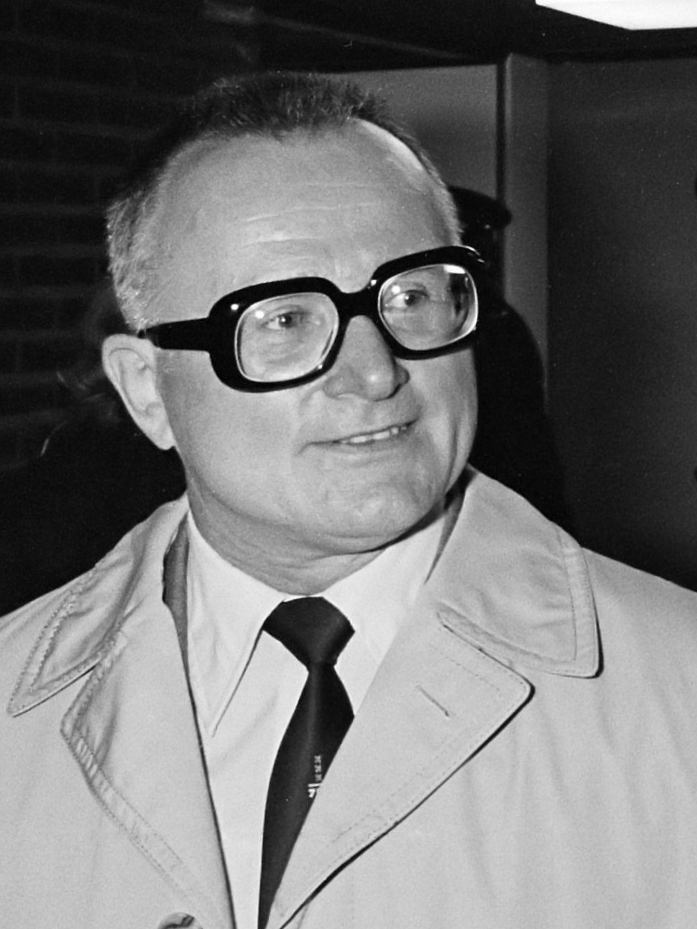
Zdeněk Zuska, burgemeester van Praag (1970-1981). Photo: Marcel Antonisse/Anefo

| nr. | periode      | naam burgemeester     | reden van einde                   |
| --- | ------------ | --------------------- | --------------------------------- |
| 1   | 1922 - 1937  | Karel Baxa            |                                   |
| 2   | 1937 - 1939  | Petr Zenkl (1e)       | weggestemd                        |
| 3   | 1939 - 1940  | Otakar Klapka         | gearresteerd, later geëxcecuteerd |
| 4   | 1940 - 1945  | Alois Říha            |                                   |
| 5   | 1945 - 1945  | Václav Vacek (1e)     |                                   |
| 6   | 1945 - 1946  | Petr Zenkl (2e)       | weggestemd                        |
| 7   | 1946 - 1954  | Václav Vacek (2e)     |                                   |
| 8   | 1954 - 1964  | Adolf Svoboda         |                                   |
| 9   | 1964 - 1970  | Ludvík Černý          |                                   |
| 10  | 1970 - 1981  | Zdeněk Zuska          |                                   |
| 11  | 1981 - 1988  | František Štafa       |                                   |
| 12  | 1988 - 1989  | Zdeněk Horčík         | Fluwelen Revolutie                |
| 13  | 1989 - 1990  | Josef Hájek           |                                   |
| 14  | 1990 - 1991  | Jaroslav Kořán        |                                   |
| 15  | 1991 - 1993  | Milan Kondr           |                                   |
| 16  | 1993 - 1998  | Jan Koukal            | nieuwe verkiezingen               |
| 17  | 1998 - 2002  | Jan Kasl              |                                   |
| 18  | 2002 - 2002  | Igor Němec            | nieuwe verkiezingen               |
| 19  | 2002 - 2010  | Pavel Bém             |                                   |
| 20  | 2010 - 2013  | Bohuslav Svoboda (1e) |                                   |
| 21  | 2013 - 2014  | Tomáš Hudeček         |                                   |
| 22  | 2014 - 2018  | Adriana Krnáčová      |                                   |
| 22  | 2018 - 2023  | Zdeněk Hřib           |                                   |
| 20  | 2023 - heden | Bohuslav Svoboda (2e) |                                   |